# Punto de anclaje

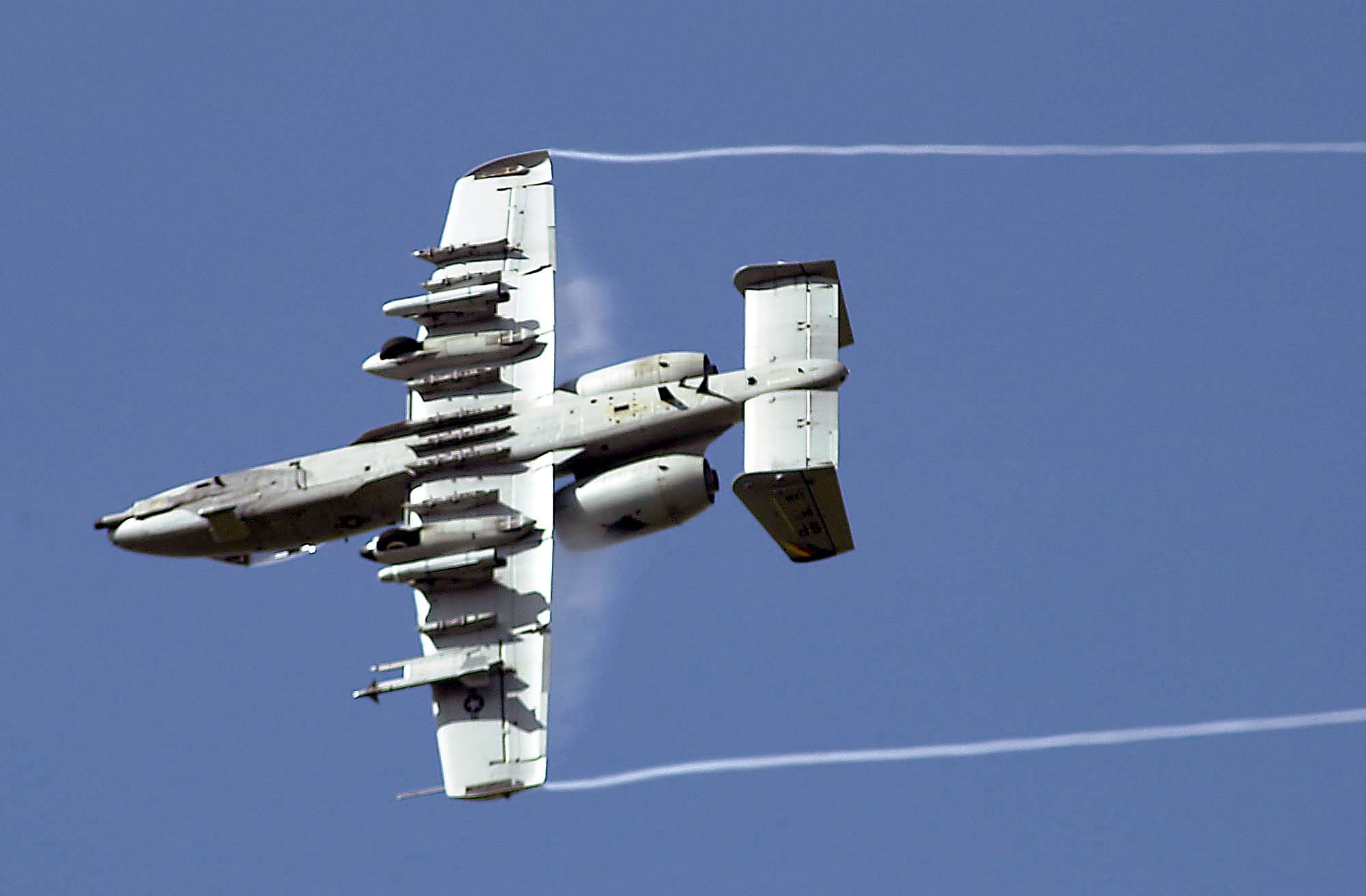
Un avión de ataque A-10 Thunderbolt II mostrando numerosos soportes o puntos de anclaje.

Un soporte o punto de anclaje es una parte en la estructura de una aeronave diseñada para portar una carga externa. El término generalmente es usado, como soporte de armas, para referirse a un punto en las alas o en el fuselaje de una aeronave militar donde pueden ser montadas cargas externas como misiles, bombas, contenedores de armas, contramedidas, o tanques de combustible externos.

## Tipos de soportes

### Pilón
Se conoce como pilón a la estructura que mantiene separado el soporte a cierta distancia del fuselaje o del ala de la aeronave. Normalmente el pilón tiene forma aerodinámica y suele ser desmontable.

### Lanzadores de riel

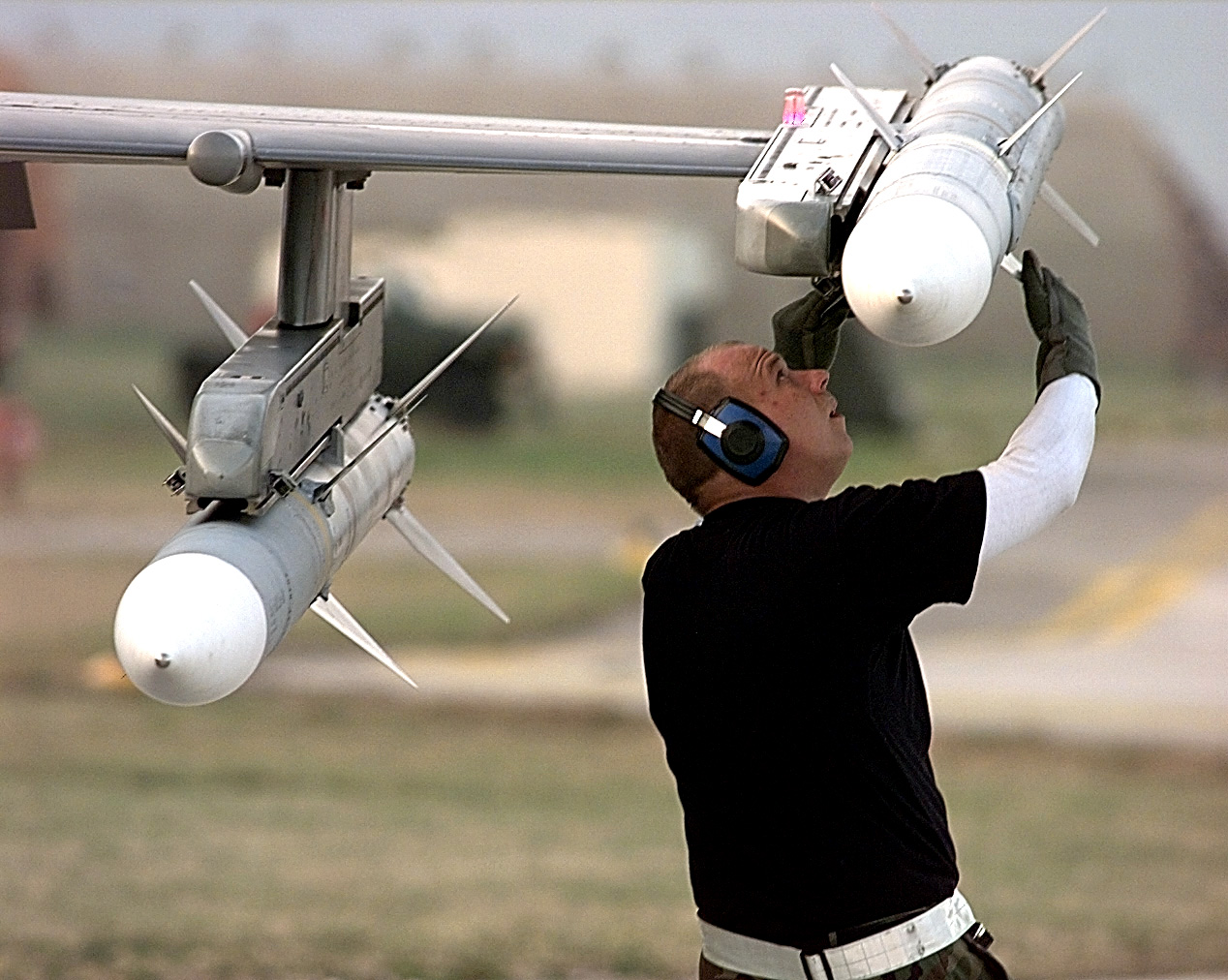
Misiles aire-aire AIM-120 AMRAAM montados en sus respectivos lanzadores de riel.

Los misiles y cohetes de gran tamaño normalmente son montados en lanzadores de tipo riel y en el momento de lanzamiento se separan de la aeronave mediante el empuje de su propio motor cohete.

### Ejector racks

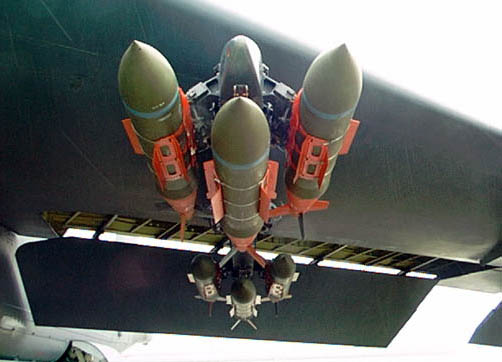
Bombas guiadas por satélite GBU-30 JDAM montadas en soportes triples.

### Semiempotrados

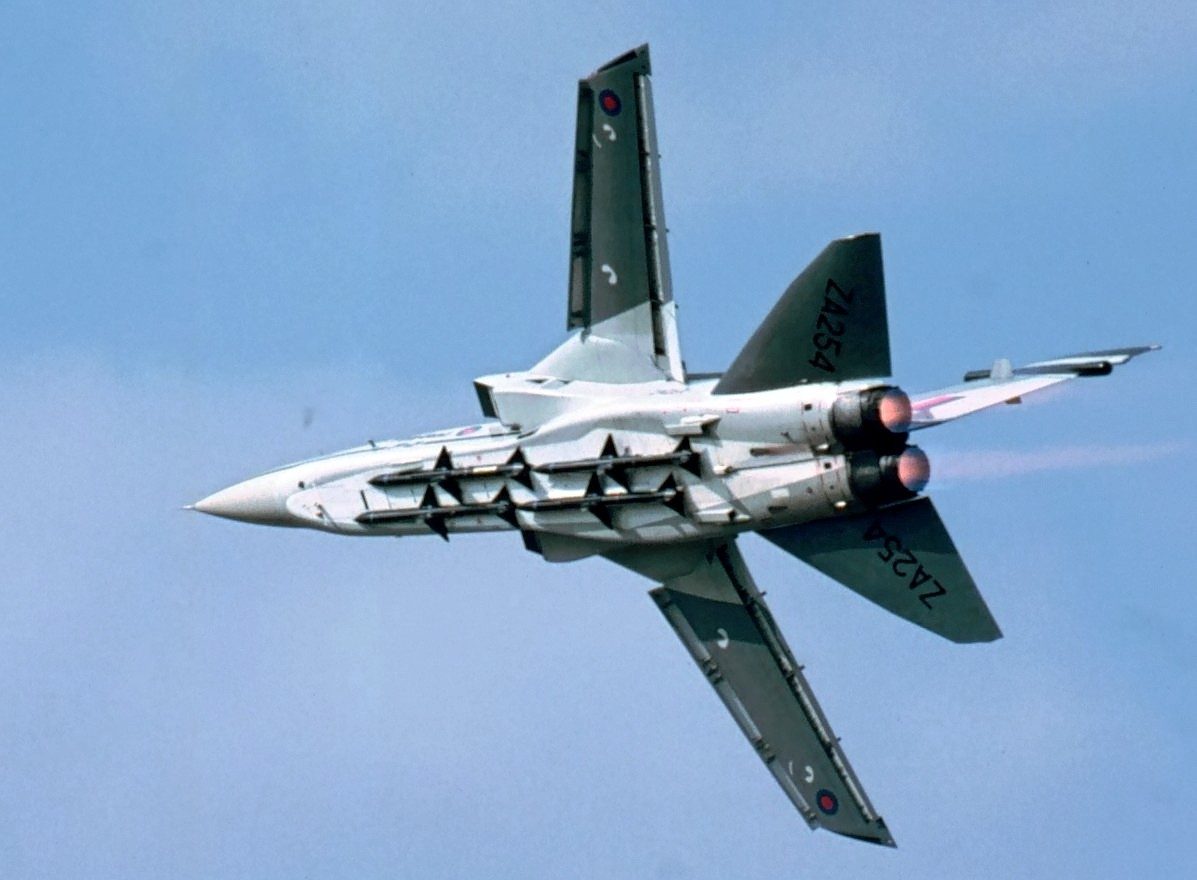
Misiles motados en los soportes semiempotrados de un Tornado ADV.

Algunos cazas como el McDonnell Douglas F-4 Phantom II, el Panavia Tornado ADV, el McDonnell Douglas F/A-18 Hornet o el Eurofighter Typhoon tienen soportes semiempotrados en el fuselaje diseñados específicamente para portar misiles aire-aire. Este tipo de soportes permite que el misil se acople al fuselaje del avión ofreciendo poca resistencia aerodinámica, pero necesitan un mecanismo eyector que en el momento de lanzamiento separa el misil del avión antes de encender el motor que impulsa el misil.

## Aviones  de geometría variable

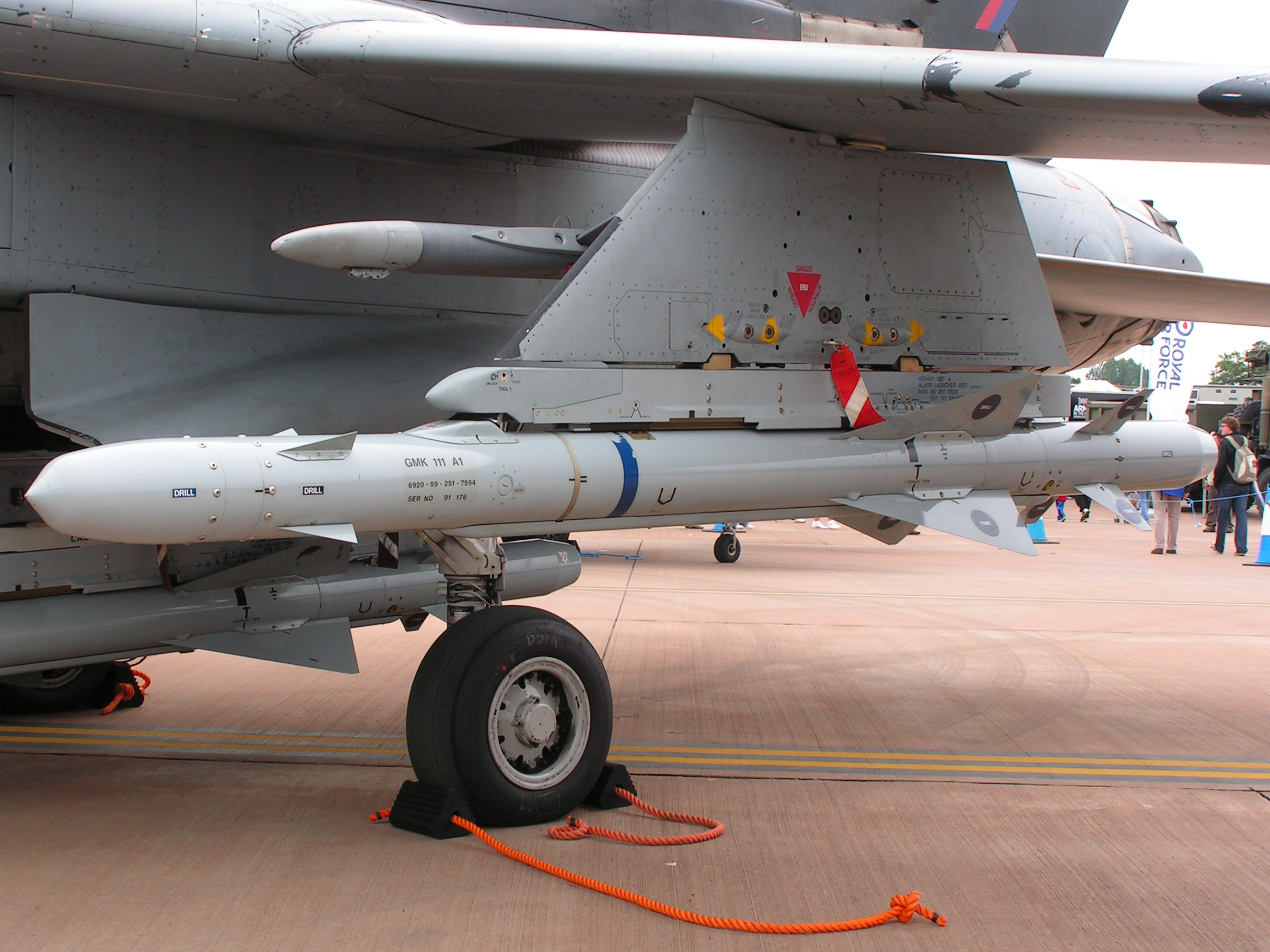
Los pilones subalares del Panavia Tornado giran sobre un eje para contrarrestar la rotación de las alas de geometría variable.

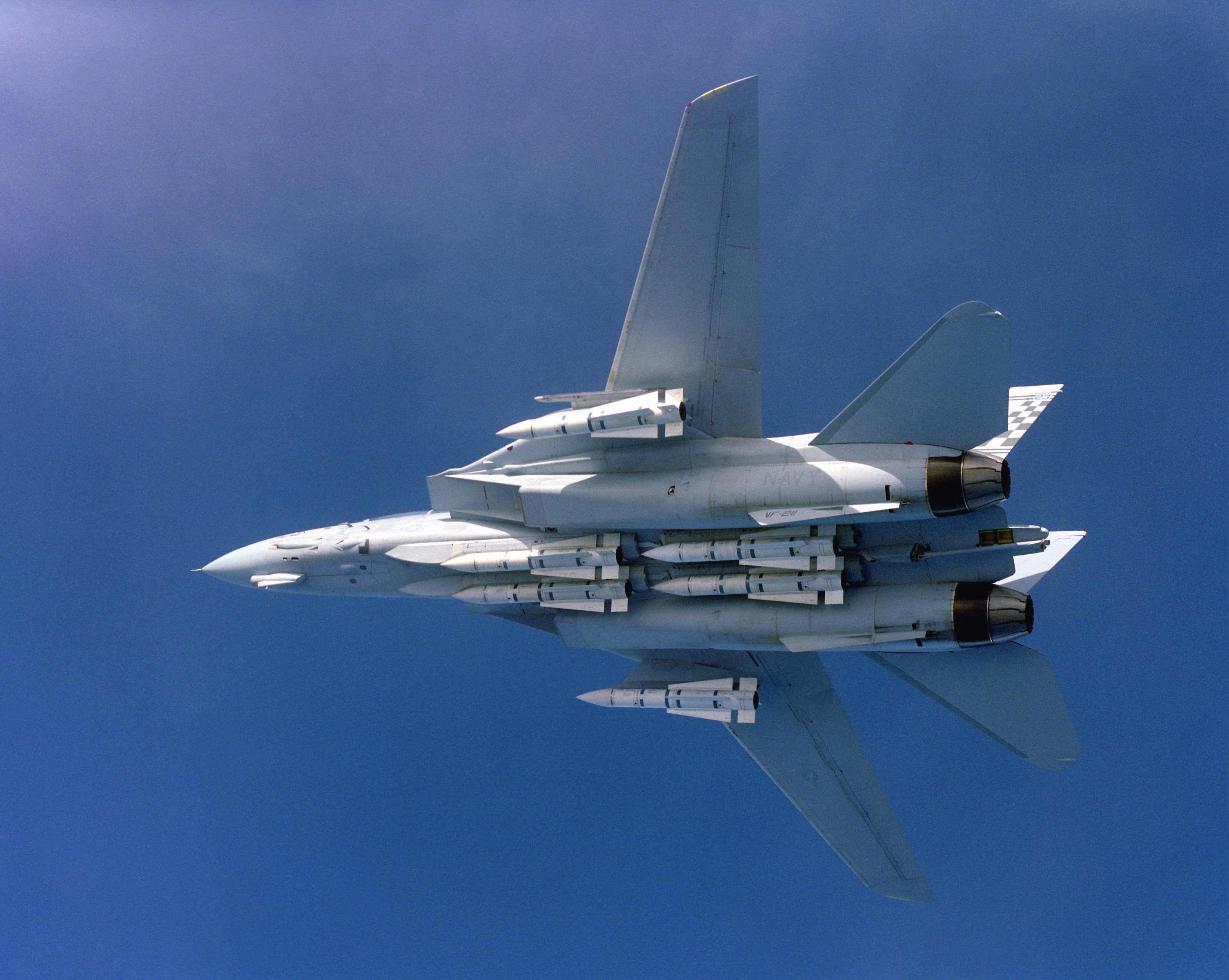
El F-14 Tomcat no tiene ningún soporte de armas en sus alas de geometría variable.

Cualquier soporte de armas montado en un ala de geometría variable deber girar cuando el ala cambia de posición para mantener su posición correcta y minimizar la resistencia aerodinámica, como en el caso de aviones como el General Dynamics F-111 o el Panavia Tornado. Alternativamente, los soportes pueden ser situados en partes rígidas del avión, como la parte inferior del fuselaje o en la parte fija del ala como en el caso del Grumman F-14 Tomcat y el Mikoyan MiG-27.

## Designación
Los soportes de armas se numeran de izquierda a derecha.